# Eleições legislativas portuguesas de 1987 no distrito de Setúbal
| Eleições legislativas portuguesas de 1987 Distritos: Aveiro \| Beja \| Braga \| Bragança \| Castelo Branco \| Coimbra \| Évora \| Faro \| Guarda \| Leiria \| Lisboa \| Portalegre \| Porto \| Santarém \| Setúbal \| Viana do Castelo \| Vila Real \| Viseu \| Açores \| Madeira \| Estrangeiro |

## Resultados por Concelho
Os resultados nos concelhos do Distrito de Setúbal foram os seguintes:

### Alcácer do Sal
| Partido                 | Partido                           | Votos  | %               | +/-   |
| ----------------------- | --------------------------------- | ------ | --------------- | ----- |
|                         | Coligação Democrática Unitária    | 4 108  | 41,95 / 100,00  | 4,99  |
|                         | Partido Social Democrata          | 2 122  | 21,67 / 100,00  | 10,88 |
|                         | Partido Socialista                | 1 627  | 16,62 / 100,00  | 0,37  |
|                         | Partido Renovador Democrático     | 916    | 9,35 / 100,00   | 6,33  |
|                         | Centro Democrático e Social       | 186    | 1,90 / 100,00   | 0,69  |
|                         | União Democrática Popular         | 135    | 1,38 / 100,00   | 0,39  |
|                         | Partido Socialista Revolucionário | 128    | 1,31 / 100,00   | 0,19  |
|                         | Outros                            | 295    | 3,01 / 100,00   |       |
| Votos Inválidos         | Votos Inválidos                   | 275    | 2,81 / 100,00   | 0,23  |
| Total                   | Total                             | 9 792  | 100,00 / 100,00 |       |
| Eleitorado/Participação | Eleitorado/Participação           | 13 192 | 74,23 / 100,00  | 4,29  |

### Alcochete
| Partido                 | Partido                        | Votos | %               | +/-   |
| ----------------------- | ------------------------------ | ----- | --------------- | ----- |
|                         | Coligação Democrática Unitária | 2 163 | 33,64 / 100,00  | 5,17  |
|                         | Partido Social Democrata       | 1 795 | 27,92 / 100,00  | 15,31 |
|                         | Partido Socialista             | 1 312 | 20,41 / 100,00  | 1,61  |
|                         | Partido Renovador Democrático  | 648   | 10,08 / 100,00  | 10,95 |
|                         | União Democrática Popular      | 114   | 1,77 / 100,00   | 0,15  |
|                         | Centro Democrático e Social    | 99    | 1,54 / 100,00   | 1,32  |
|                         | Outros                         | 185   | 2,88 / 100,00   |       |
| Votos Inválidos         | Votos Inválidos                | 113   | 1,76 / 100,00   | 0,37  |
| Total                   | Total                          | 6 429 | 100,00 / 100,00 |       |
| Eleitorado/Participação | Eleitorado/Participação        | 8 634 | 74,46 / 100,00  | 7,02  |

### Almada
| Partido                 | Partido                         | Votos   | %               | +/-   |
| ----------------------- | ------------------------------- | ------- | --------------- | ----- |
|                         | Partido Social Democrata        | 31 669  | 35,59 / 100,00  | 18,48 |
|                         | Coligação Democrática Unitária  | 25 711  | 28,90 / 100,00  | 5,20  |
|                         | Partido Socialista              | 16 932  | 19,03 / 100,00  | 1,36  |
|                         | Partido Renovador Democrático   | 7 390   | 8,31 / 100,00   | 13,00 |
|                         | Centro Democrático e Social     | 1 727   | 1,94 / 100,00   | 2,56  |
|                         | União Democrática Popular       | 1 439   | 1,62 / 100,00   | 0,20  |
|                         | Movimento Democrático Português | 905     | 1,02 / 100,00   | -     |
|                         | Outros                          | 1 749   | 1,97 / 100,00   |       |
| Votos Inválidos         | Votos Inválidos                 | 1 451   | 1,63 / 100,00   | 0,29  |
| Total                   | Total                           | 88 973  | 100,00 / 100,00 |       |
| Eleitorado/Participação | Eleitorado/Participação         | 124 900 | 71,24 / 100,00  | 8,08  |

### Barreiro
| Partido                 | Partido                         | Votos  | %               | +/-   |
| ----------------------- | ------------------------------- | ------ | --------------- | ----- |
|                         | Coligação Democrática Unitária  | 21 710 | 42,81 / 100,00  | 4,63  |
|                         | Partido Social Democrata        | 12 402 | 24,46 / 100,00  | 13,29 |
|                         | Partido Socialista              | 8 428  | 16,62 / 100,00  | 2,23  |
|                         | Partido Renovador Democrático   | 4 737  | 9,34 / 100,00   | 10,44 |
|                         | União Democrática Popular       | 842    | 1,66 / 100,00   | 0,34  |
|                         | Centro Democrático e Social     | 560    | 1,10 / 100,00   | 1,21  |
|                         | Movimento Democrático Português | 544    | 1,07 / 100,00   | -     |
|                         | Outros                          | 753    | 1,48 / 100,00   |       |
| Votos Inválidos         | Votos Inválidos                 | 735    | 1,44 / 100,00   | 0,19  |
| Total                   | Total                           | 50 711 | 100,00 / 100,00 |       |
| Eleitorado/Participação | Eleitorado/Participação         | 69 197 | 73,28 / 100,00  | 8,96  |

### Grândola
| Partido                 | Partido                           | Votos  | %               | +/-  |
| ----------------------- | --------------------------------- | ------ | --------------- | ---- |
|                         | Coligação Democrática Unitária    | 4 521  | 44,41 / 100,00  | 6,55 |
|                         | Partido Social Democrata          | 2 555  | 25,10 / 100,00  | 8,91 |
|                         | Partido Socialista                | 1 471  | 14,45 / 100,00  | 0,40 |
|                         | Partido Renovador Democrático     | 703    | 6,91 / 100,00   | 3,37 |
|                         | Centro Democrático e Social       | 173    | 1,70 / 100,00   | 0,84 |
|                         | Partido Socialista Revolucionário | 118    | 1,16 / 100,00   | 0,24 |
|                         | Movimento Democrático Português   | 110    | 1,08 / 100,00   | -    |
|                         | Outros                            | 302    | 2,97 / 100,00   |      |
| Votos Inválidos         | Votos Inválidos                   | 226    | 2,22 / 100,00   | 0,19 |
| Total                   | Total                             | 10 179 | 100,00 / 100,00 |      |
| Eleitorado/Participação | Eleitorado/Participação           | 13 300 | 76,53 / 100,00  | 5,15 |

### Moita
| Partido                 | Partido                         | Votos  | %               | +/-   |
| ----------------------- | ------------------------------- | ------ | --------------- | ----- |
|                         | Coligação Democrática Unitária  | 13 983 | 43,77 / 100,00  | 6,88  |
|                         | Partido Social Democrata        | 7 767  | 24,31 / 100,00  | 14,17 |
|                         | Partido Socialista              | 4 233  | 13,25 / 100,00  | 1,94  |
|                         | Partido Renovador Democrático   | 2 897  | 9,07 / 100,00   | 8,74  |
|                         | União Democrática Popular       | 948    | 2,97 / 100,00   | 0,93  |
|                         | Centro Democrático e Social     | 460    | 1,44 / 100,00   | 1,16  |
|                         | Movimento Democrático Português | 383    | 1,20 / 100,00   | -     |
|                         | Outros                          | 685    | 2,13 / 100,00   |       |
| Votos Inválidos         | Votos Inválidos                 | 592    | 1,85 / 100,00   | 0,07  |
| Total                   | Total                           | 31 948 | 100,00 / 100,00 |       |
| Eleitorado/Participação | Eleitorado/Participação         | 44 385 | 71,98 / 100,00  | 8,10  |

### Montijo
| Partido                 | Partido                        | Votos  | %               | +/-     |
| ----------------------- | ------------------------------ | ------ | --------------- | ------- |
|                         | Partido Social Democrata       | 7 911  | 38,45 / 100,00  | 18,86   |
|                         | Coligação Democrática Unitária | 5 444  | 26,46 / 100,00  | 6,27    |
|                         | Partido Socialista             | 3 901  | 18,96 / 100,00  | 0,03    |
|                         | Partido Renovador Democrático  | 1 602  | 7,79 / 100,00   | 11,80   |
|                         | Centro Democrático e Social    | 447    | 2,17 / 100,00   | 0,97    |
|                         | União Democrática Popular      | 212    | 1,03 / 100,00   | 0,70    |
|                         | Outros                         | 699    | 3,40 / 100,00   |         |
| Votos Inválidos         | Votos Inválidos                | 357    | 1,74 / 100,00   | Estável |
| Total                   | Total                          | 20 573 | 100,00 / 100,00 |         |
| Eleitorado/Participação | Eleitorado/Participação        | 30 445 | 67,57 / 100,00  | 8,32    |

### Palmela
| Partido                 | Partido                           | Votos  | %               | +/-   |
| ----------------------- | --------------------------------- | ------ | --------------- | ----- |
|                         | Partido Social Democrata          | 7 566  | 34,75 / 100,00  | 19,17 |
|                         | Coligação Democrática Unitária    | 6 442  | 29,59 / 100,00  | 5,41  |
|                         | Partido Socialista                | 3 809  | 17,49 / 100,00  | 1,13  |
|                         | Partido Renovador Democrático     | 1 930  | 8,86 / 100,00   | 14,71 |
|                         | Centro Democrático e Social       | 436    | 2,00 / 100,00   | 0,93  |
|                         | União Democrática Popular         | 235    | 1,08 / 100,00   | 0,46  |
|                         | Partido Socialista Revolucionário | 230    | 1,06 / 100,00   | 0,01  |
|                         | Outros                            | 641    | 2,94 / 100,00   |       |
| Votos Inválidos         | Votos Inválidos                   | 483    | 2,22 / 100,00   | 0,27  |
| Total                   | Total                             | 21 772 | 100,00 / 100,00 |       |
| Eleitorado/Participação | Eleitorado/Participação           | 30 893 | 70,48 / 100,00  | 4,52  |

### Santiago do Cacém
| Partido                 | Partido                           | Votos  | %               | +/-   |
| ----------------------- | --------------------------------- | ------ | --------------- | ----- |
|                         | Coligação Democrática Unitária    | 6 893  | 36,46 / 100,00  | 5,13  |
|                         | Partido Social Democrata          | 5 640  | 29,83 / 100,00  | 14,48 |
|                         | Partido Socialista                | 3 348  | 17,71 / 100,00  | 0,50  |
|                         | Partido Renovador Democrático     | 1 138  | 6,02 / 100,00   | 7,17  |
|                         | Centro Democrático e Social       | 570    | 3,01 / 100,00   | 2,97  |
|                         | Partido Socialista Revolucionário | 204    | 1,08 / 100,00   | 0,07  |
|                         | Outros                            | 651    | 3,45 / 100,00   |       |
| Votos Inválidos         | Votos Inválidos                   | 464    | 2,46 / 100,00   | 0,45  |
| Total                   | Total                             | 18 908 | 100,00 / 100,00 |       |
| Eleitorado/Participação | Eleitorado/Participação           | 25 177 | 75,10 / 100,00  | 4,46  |

### Seixal
| Partido                 | Partido                        | Votos  | %               | +/-   |
| ----------------------- | ------------------------------ | ------ | --------------- | ----- |
|                         | Partido Social Democrata       | 18 465 | 34,80 / 100,00  | 18,90 |
|                         | Coligação Democrática Unitária | 16 208 | 30,55 / 100,00  | 5,50  |
|                         | Partido Socialista             | 9 678  | 18,24 / 100,00  | 0,87  |
|                         | Partido Renovador Democrático  | 4 836  | 9,11 / 100,00   | 12,29 |
|                         | Centro Democrático e Social    | 965    | 1,82 / 100,00   | 2,74  |
|                         | União Democrática Popular      | 619    | 1,17 / 100,00   | 0,33  |
|                         | Outros                         | 1 369  | 2,59 / 100,00   |       |
| Votos Inválidos         | Votos Inválidos                | 922    | 1,73 / 100,00   | 0,05  |
| Total                   | Total                          | 53 062 | 100,00 / 100,00 |       |
| Eleitorado/Participação | Eleitorado/Participação        | 71 700 | 74,01 / 100,00  | 5,93  |

### Sesimbra
| Partido                 | Partido                           | Votos  | %               | +/-   |
| ----------------------- | --------------------------------- | ------ | --------------- | ----- |
|                         | Partido Social Democrata          | 5 306  | 35,99 / 100,00  | 20,01 |
|                         | Coligação Democrática Unitária    | 3 867  | 26,23 / 100,00  | 6,58  |
|                         | Partido Socialista                | 2 773  | 18,81 / 100,00  | 1,17  |
|                         | Partido Renovador Democrático     | 1 073  | 7,28 / 100,00   | 12,66 |
|                         | Centro Democrático e Social       | 344    | 2,33 / 100,00   | 2,12  |
|                         | Movimento Democrático Português   | 296    | 2,01 / 100,00   | -     |
|                         | Partido Socialista Revolucionário | 163    | 1,11 / 100,00   | 0,16  |
|                         | Outros                            | 533    | 3,62 / 100,00   |       |
| Votos Inválidos         | Votos Inválidos                   | 388    | 2,63 / 100,00   | 0,16  |
| Total                   | Total                             | 14 743 | 100,00 / 100,00 |       |
| Eleitorado/Participação | Eleitorado/Participação           | 19 435 | 75,86 / 100,00  | 3,59  |

### Setúbal
| Partido                 | Partido                        | Votos  | %               | +/-   |
| ----------------------- | ------------------------------ | ------ | --------------- | ----- |
|                         | Partido Social Democrata       | 23 227 | 38,51 / 100,00  | 20,35 |
|                         | Coligação Democrática Unitária | 15 379 | 25,50 / 100,00  | 4,70  |
|                         | Partido Socialista             | 10 852 | 17,99 / 100,00  | 1,10  |
|                         | Partido Renovador Democrático  | 5 782  | 9,59 / 100,00   | 14,98 |
|                         | Centro Democrático e Social    | 1 264  | 2,10 / 100,00   | 2,42  |
|                         | União Democrática Popular      | 924    | 1,53 / 100,00   | 0,63  |
|                         | Outros                         | 1 846  | 3,06 / 100,00   |       |
| Votos Inválidos         | Votos Inválidos                | 1 044  | 1,73 / 100,00   | 0,06  |
| Total                   | Total                          | 60 318 | 100,00 / 100,00 |       |
| Eleitorado/Participação | Eleitorado/Participação        | 80 767 | 74,68 / 100,00  | 5,27  |

### Sines
| Partido                 | Partido                         | Votos | %               | +/-   |
| ----------------------- | ------------------------------- | ----- | --------------- | ----- |
|                         | Coligação Democrática Unitária  | 2 544 | 38,28 / 100,00  | 5,86  |
|                         | Partido Social Democrata        | 1 909 | 28,72 / 100,00  | 15,82 |
|                         | Partido Socialista              | 1 042 | 15,68 / 100,00  | 1,13  |
|                         | Partido Renovador Democrático   | 480   | 7,22 / 100,00   | 8,67  |
|                         | Centro Democrático e Social     | 180   | 2,71 / 100,00   | 1,42  |
|                         | União Democrática Popular       | 75    | 1,13 / 100,00   | 0,59  |
|                         | Movimento Democrático Português | 75    | 1,13 / 100,00   | -     |
|                         | Outros                          | 152   | 2,29 / 100,00   |       |
| Votos Inválidos         | Votos Inválidos                 | 189   | 2,84 / 100,00   | 0,53  |
| Total                   | Total                           | 6 646 | 100,00 / 100,00 |       |
| Eleitorado/Participação | Eleitorado/Participação         | 9 411 | 70,62 / 100,00  | 5,66  |